# Plasma ric en plaquetes
Un plasma ric en plaquetes (PRP) és un plasma sanguini que ha estat enriquit amb plaquetes. Com a font concentrada de plaquetes autòlogues, un PRP conté (i allibera a través de la degranulació) diversos factors de creixement i altres citocines que estimularien la curació d'os i teixit tou.

## Aplicacions clíniques
En els éssers humans, els PRP s'han investigat i utilitzat com una eina clínica per diversos tipus de tractaments mèdics, incloent la lesió nerviosa, tendinitis, artrosi, lesió muscular cardíaca, i la reparació i regeneració òssies, la cirurgia plàstica, i cirurgia oral. El PRP també ha rebut atenció en els mitjans de comunicació populars, com a resultat del seu ús en el tractament de lesions esportives en atletes professionals.

## Validesa clínica
Una anàlisi Cochrane de 2010 no va trobar cap evidència que el PRP oferís cap benefici quan s'usa per elevar el si durant la col·locació de l'implant dental.
Una anàlisi Cochrane de 2014 va trobar una molt feble evidència (estudis de molt baixa qualitat) en la disminució del dolor en els pacients tractats amb PRP per lesions musculoesquelètiques a curt termini (fins a tres mesos). Va haver-hi una evidència feble que van suggerir que els efectes adversos (danys) van aparèixer en taxes comparables, baixes, en les persones tractades i les no tractades amb PRP.
En una metanàlisi sobre l'eficàcia del PRP en l'artrosi de genoll, les injeccions de PRP reduirien el dolor amb més eficàcia que les injeccions de placebo (però amb un nivell d'evidència limitat a causa d'un alt risc de biaix).